# 萊恩·德·蘇薩
萊恩·德·蘇薩（法語：Lyne de Souza，1914年2月24日—1991年10月3日）出生於法國普羅旺斯-阿爾卑斯-蔚藍海岸大區濱海阿爾卑斯省的尼斯，是第八屆的法國小姐。

## 生平
她先取得1931年的蔚藍海岸小姐，取得資格之後參與次年的法國小姐選拔，1932年當選法國小姐，同年前往比利時的斯帕競選環球小姐，但是並沒有摘取后冠。

## 電影作品
- 1934年：《Trois de la marine》
- 1935年：《Arènes joyeuses》

## 相關連結
- IMDb：Lyne de Souza